# Assembleia Nacional (Angola)
A Assembleia Nacional é o parlamento angolano, constituído e regulado no título IV da Constituição Angolana de 2010. De acordo com ela, é a representante do povo angolano, tendo uma configuração unicameral.
Em representação do povo angolano, exerce os aspetos essenciais da soberania nacional: possui o poder legislativo, aprova o Orçamento Geral do Estado, controla a ação do Governo e desempenha o resto das funções que lhe atribui a Constituição.

## Natureza
A Constituição angolana, seguindo o principio de divisão de poderes exposto por Montesquieu, define e regula os três poderes básicos: legislativo, executivo e judicial. O primeiro encomenda-se à Assembleia Nacional, o segundo ao Governo da Nação e o terceiro aos tribunais de justiça.
Segundo a configuração derivada da constituição, a Assembleia Nacional é um órgão complexo de natureza representativa, deliberante, inviolável e contínua.

## Composição
A Assembleia Nacional compõe-se por 220 deputados (legisladores), eleitos por sufrágio universal, livre, igual, direto e secreto, sendo que são eleitos nos termos que estabelece o artigo 144.º da Constituição do seguinte modo:
- 130 deputados são eleitos por representação proporcional em círculo eleitoral nacional único;
- 90 deputados são eleitos pelos círculos eleitorais provinciais, sendo 5 deputados eleitos em cada província.

São eleitores e elegíveis todos os angolanos que estejam em pleno uso dos seus direitos políticos.

## Funcionamento

### Regime
A regulação fundamental do funcionamento da Assembleia Nacional encontra-se na Constituição e no regimento da câmara.

### Tempo
A legislatura é o tempo normal da vida da Câmara. É comummente aceite que tenha uma duração máxima de cinco anos, salvo em caso de dissolução antecipada. Contudo, a Constituição aprovada em 2010 é omissa em relação à duração máxima de uma legislatura, ao contrário, por exemplo, da duração máxima para o mandato do Presidente da República que está estipulada no artigo 113.º. Com efeito, depois da primeira eleição ocorrida em 1992, a eleição seguinte estava marcada para 1997, mas no contexto da guerra civil então em curso foi adiada em várias ocasiões até ter finalmente lugar em setembro de 2008.
O período de sessões é cada uma das etapas de trabalho dentro de cada legislatura. Salienta-se que a Câmara se reunirá anualmente em dois períodos ordinários de sessões, um de setembro a dezembro e outro de fevereiro a junho.

### Lugar
De acordo com a constituição, que estabelece Luanda como capital, a sede da Assembleia Nacional é na dita cidade. O local da Assembleia Nacional goza do privilégio de inviolabilidade da constituição.

### Plenário e comissões
O funcionamento da câmara tem lugar no plenário e em comissões, com as limitações estabelecidas na Constituição — por exemplo, nos casos de leis orgânicas e tratados internacionais —. O plenário é a reunião de todos os membros de uma câmara, sob a presidência da sua respetiva mesa; as comissões são cada uma das secções operativas em que se dividem os deputados, sob a direção de uma mesa própria.

### Dissolução
- Por causa das suas relações com o Governo. O Presidente da República, prévia audição do Conselho de Ministros, poderá auto-demitir-se nos termos do artigo 128.º da Constituição, mediante mensagem dirigida à Assembleia Nacional, com conhecimento ao Tribunal Constitucional. Nesse caso, a auto-demissão política do Presidente da República implica a dissolução da Assembleia Nacional e proceder-se-á imediatamente à convocação de eleições gerais antecipadas;[4]

- Por exigências constitucionais. Expiração do prazo da legislatura (mandato dos deputados), de cinco anos, previsto no artigo 143.º da Constituição, no qual a Assembleia Nacional ficará expirada e deverá proceder-se imediatamente à convocação de eleições gerais nos termos do artigo 112.º da Constituição;[4]
- Por outras causas especiais.

A Assembleia Nacional exerce todos os seus poderes e atribuições através da elaboração e aprovação das Leis, mediante a proposição das nomeações dos titulares de determinados órgãos do Estado ao Presidente da República e de outras formas.

## Órgãos da Assembleia Nacional
Em exercício da autonomia que a Constituição reconhece à Assembleia Nacional, a câmara rege-se por leis estabelecidas pela mesma em que configuram uma série de órgãos de governo para exercer as suas correspondentes competências.

### Órgãos de trabalho

#### Plenário
Órgão de trabalho funcional, através do qual a câmara exerce a sua vontade. É a reunião de todos os membros da câmara validamente constituída quando estejam presentes metade mais um dos seus membros. Este órgão representa a unidade da câmara e funciona através das sessões plenárias, que podem ser de dois tipos, ordinárias e extraordinárias.
- Sessões ordinárias, são todas as realizadas nos períodos de sessões, de setembro a dezembro, e de fevereiro a junho, convocadas através de um calendário já pré-fixado.
- Sessões extraordinárias, são as convocadas a pedido do Presidente da República, da Comissão Permamente da Assembleia Nacional, ou da maioria absoluta dos membros da câmara. Apresentar-se-á uma ordem do dia pré-determinada e a sessão encerrar-se-á logo que estiverem tratados todos os pontos da ordem do dia.

#### Comissões
Compostas por um número proporcional de deputados em função da importância numérica dos diversos Grupos Parlamentares, e que podem ser de dois tipos: Permanentes e Não Permanentes; no caso das Comissões permanentes, o Pleno do Congresso pode conferir-lhes competência legislativa plena em relação a um assunto, com o qual poderão aprovar ou rejeitar definitivamente o projeto de lei em questão; no caso das Comissões não permanentes são aquelas criadas com um propósito específico e cuja temática e duração estão fixadas de antemão pelo Plenário.
A Comissão Permanente é composta por um número proporcional de deputados em função da importância numérica dos diversos Grupos Parlamentares. É o órgão que zela pelos poderes da Câmara entre os períodos de sessões ou quando o seu mandato terminou por expiração ou dissolução. A Comissão Permanente será presidida pelo Presidente da Assembleia Nacional.

#### Grupo Parlamentar
É um organismo parlamentar no qual os membros da câmara unem-se em função da sua afinidade ideológica ou pertença a um mesmo partido político.

### Órgãos de direção e administração

#### Presidência
Ostenta a representação da Assembleia Nacional e é eleito pelo Plenário para a totalidade da legislatura. Preside a todos os demais órgãos colegiados da Assembleia Nacional.

#### Mesa da Assembleia Nacional
Integrada pelo Presidente, quatro Vice-Presidentes e quatro Secretários eleitos pelo Plenário em função da importância numérica dos diversos Grupos Parlamentares, cuja função primordial é reger e ordenar o trabalho de todo a Assembleia Nacional, sendo o órgão de governo interno.

## Sede
O Palácio da Assembleia Nacional é o edifício que alberga a Assembleia Nacional. Está situado na Avenida Dr. António Agostinho Neto, na Praia do Bispo, em Luanda. O palácio foi inaugurado em 2015 para funcionar como a nova sede do poder legislativo nacional, tendo o edifício sido construído pela empresa de construção portuguesa Teixeira Duarte.

## Histórico e eleições legislativas
A 2 de maio de 1972, a Assembleia Nacional Portuguesa aprovou a Lei Orgânica dos Territórios Ultramarinos, que previa uma maior autonomia dos territórios ultramarinos. Angola deveria ter uma Assembleia Legislativa de 53 membros, dos quais 32 seriam eleitos de forma direta. O restante seria eleito indiretamente dentre os servidores públicos, grupos religiosos e grupos empresariais. Os candidatos deveriam ser cidadãos portugueses que vivessem em Angola há mais de três anos e saber ler e escrever português. O eleitor era obrigado a ser alfabetizado. Como a constituição portuguesa proibia partidos políticos na época, a maioria dos candidatos foi apresentada pelo movimento União Nacional, embora algumas associações cívicas tenham sido autorizadas a nomear candidatos. As primeiras eleições deram-se em 19 e 27 de março de 1973.
Em 25 de abril de 1974, na Revolução dos Cravos, a "Assembleia Legislativa do Estado de Angola" perdeu efeito e foi substituida pelo "Conselho Presidencial do Governo de Transição" resultante do Acordo do Alvor de janeiro de 1975. Tinha característica consultiva e legistaliva-deliberativa, composto por um colegiado de membros do Movimento Popular de Libertação de Angola (MPLA), da União Nacional para a Independência Total de Angola (UNITA), da Frente Nacional de Libertação de Angola (FNLA) e de Portugal.
Em 11 de novembro de 1975 o Conselho Presidencial do Governo de Transição perde efeitos diante da proclamação da Independência de Angola, sendo substituído pelo "Conselho Revolucionário do Povo" (ou "Conselho da Revolução"). Composto por 10 membros eleitos pelo MPLA, o Conselho Revolucionário do Povo foi chefiado por Lúcio Lara até 1980, o primeiro líder/presidente do parlamento angolano independente, e constituía-se ainda de Paulo Mungungo Dangereux, Eugénio Nzaji, Saíde Mingas, José Bula Matadi, Eurico Correia Gonçalves, Nito Alves, Uanhenga Xitu, Pedro Santos e João Luís Xietu. A primeira legislatura de Angola independente ficaria marcada pela morte de 7 de seus membros em 1977. Na tentativa de golpe de Estado de 1977, a fracção nitista assassinou os membros Dangereux, Nzaji, Mingas, Bula Matadi e Correia Gonçalves, sendo posteriormente mortos na repressão estatal Alves e Santos.
Uma emenda constitucional de 19 de agosto de 1980 substituiu o Conselho Revolucionário do Povo pela "Assembleia do Povo", com previsão de eleições para 18 assembleias provinciais. Em 9 de novembro de 1980 é realizada uma nova eleição parlamentar nacional, com todos os 229 assentos ocupados pelo MPLA-PT. A sessão inaugural do novo parlamento foi dada em 11 de novembro de 1980. Em 9 de dezembro de 1986 foram realizadas as segundas eleições gerais para todas as 18 assembleias provinciais e membros da legislatura nacional. O MPLA ficou com 173 assentos enquanto membros não partidários de associações cívicas, sindicatos e categorias profissionais ocuparam os 116 restantes. As sessões da "terceira legislatura" foram abertas a 30 de janeiro de 1987.
Entre 6 de março de 1991 e 26 de agosto de 1992, a Constituição Angolana de 1975 foi completamente reescrita e alterada para permitir a evolução para um Estado multipartidário, na forma de um sistema presidencialista, com eleições multipartidárias diretas para deputados e para Presidente. A Assembleia do Povo passou a ser denominada "Assembleia Nacional". As eleições gerais foram realizadas nos dias 29 e 30 de setembro de 1992, com a Comissão Nacional Eleitoral (CNE) divulgando os resultados definitivos em 17 de outubro de 1992. Um total de 12 partidos conseguiram assentos, com o MPLA mantendo maioria parlamentar. A primeira sessão parlamentar orientada pela Constituição Angolana de 1992 foi convocada a 26 de outubro de 1992 com a abstenção de todos os membros da UNITA, o maior partido de oposição.
Após a pacificação angolana, em 2002, foram realizadas as seguintes eleições parlamentares: 2008, 2012, 2017 e 2022. Todas foram vecidas pelo MPLA.

## Comissões
| Nome                                                                                             | Presidente (partido)               | Quantidade de membros |
| ------------------------------------------------------------------------------------------------ | ---------------------------------- | --------------------- |
| Comissão dos Assuntos Constitucionais e Jurídicos                                                | Joaquim Reis Júnior (MPLA)         | 25                    |
| Comissão de Segurança Nacional, Ordem Interna, Antigos Combatentes e Veteranos da Pátria         | Ruth Adriano Mendes (MPLA)         | 22                    |
| Comissão de Relações Exteriores, Cooperação Internacional e Comunidades Angolanas no Estrangeiro | Alcides Sakala Simões (UNITA)      | 21                    |
| Comissão da Administração do Estado e Poder Local                                                | Franco Marcolino Nhani (UNITA)     | 23                    |
| Comissão de Economia e Finanças                                                                  | Aia-Eza da Silva (MPLA)            | 25                    |
| Comissão de Saúde, Ensino Superior, Ciência e Tecnologia                                         | Victor Kajibanga (MPLA)            | 21                    |
| Comissão de Cultura, Assuntos Religiosos, Comunicação Social, Juventude e Desportos              | Conceição João Paulo (UNITA)       | 21                    |
| Comissão da Família, Infância e Acção Social                                                     | Clarice Mukinda (UNITA)            | 21                    |
| Comissão de Mandatos, Ética e Decoro Parlamentar                                                 | Sérgio Leonardo Vaz Canhoto (MPLA) | 21                    |
| Comissão dos Direitos Humanos, Petições, Reclamações e Sugestões dos Cidadãos                    | Vigílio Tyova (MPLA)               | 20                    |

## Revista do Parlamento
Assembleia Nacional veicula a Revista O Parlamento, órgão de divulgação legislativa e de matérias do direito angolano, notadamente em direito constitucional.